# Torre de l'Hort de l'Hospital
La Torre de l'Hort de l'Hospital (o també coneguda com a Torre de la Immortalitat) és un edifici de Vilanova i la Geltrú (Garraf) protegida com a Bé Cultural d'Interès Local.

## Descripció
Situada als afores de Vilanova, prop del torrent de la Pastera i de la Torre d'en Garrell. Actualment forma part del pati de l'hospital, adossada a la confluència dels murs que el delimiten. Té planta aproximadament el·líptica i forma troncocònica. S'hi accedeix des del pati mitjançant una rampa. És construïda amb carreus de pedra petits i irregulars i encara poden distingir-se algunes espitlleres i merlets amb esplandit, així com la cornisa de coronament de maó.

## Història
Es construí l'any 1839 amb finalitat defensiva, en temps de la Primera Guerra Carlina. Durant la Segona guerra Carlina (1846-1849) el brigadier Manuel Salamanca va fer aixecar al seu costat murs amb espitlleres que la integraren al recinte fortificat.